# Grand Canal (Versailles)

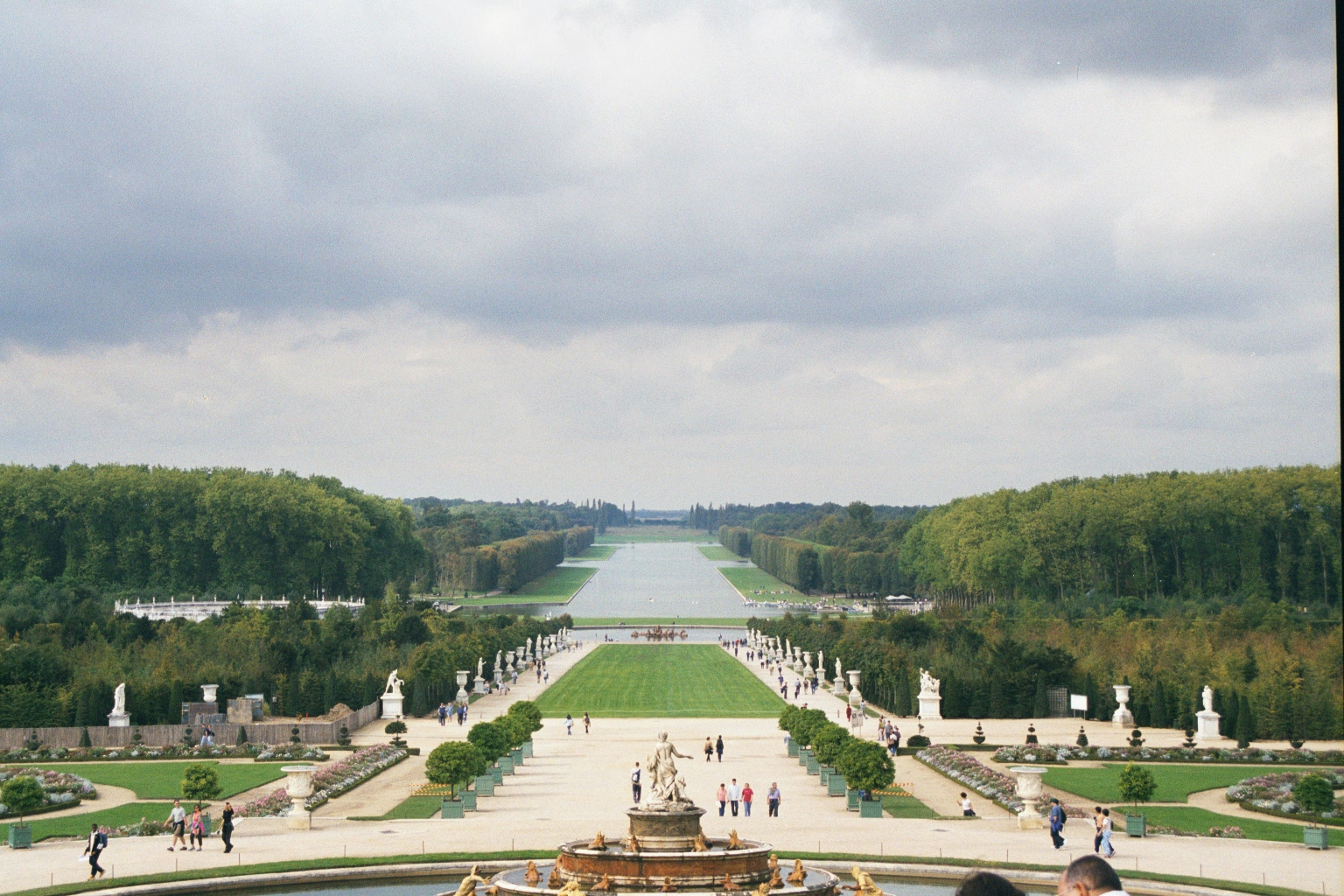
Het grote kanaal

Het Grand Canal is het grootste kanaal in de Franse tuin van het Kasteel van Versailles bij Parijs.
Het Grote Kanaal is 1560 meter lang en 120 meter breed. Het zijkanaal is 1013 meter lang en komt uit bij de vroegere dierentuin bij het Grand Trianon.
In 1667 werd begonnen met het kanaal. In 1680 was het klaar. Vanaf 1669 vinden er waterfeesten plaats. 
In 1687 voeren er gondels uit Venetië over het Grand Canal.